# Kępniak

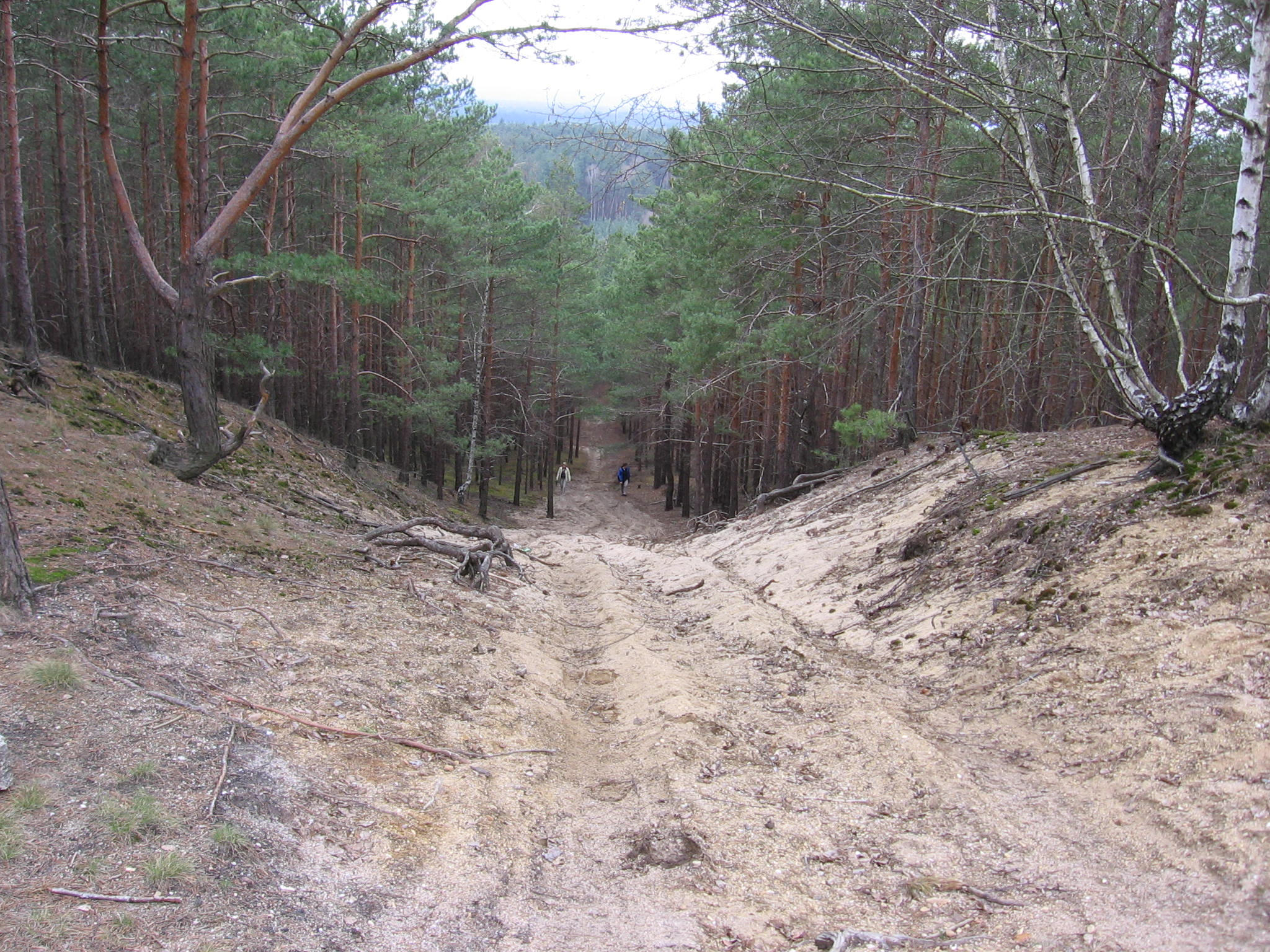
Droga na szczyt

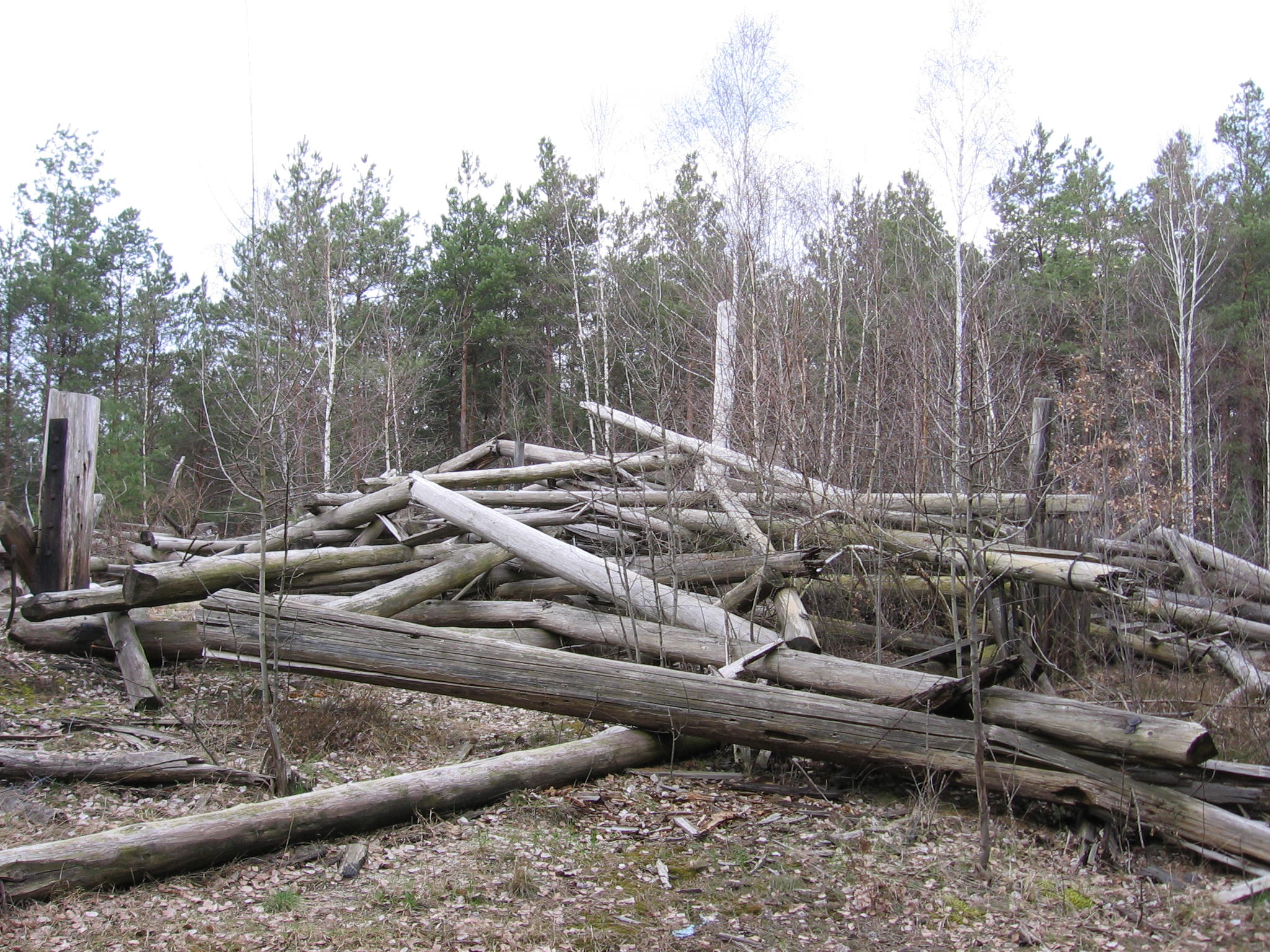
Pozostałości wieży obserwacyjnej

Kępniak (112 m n.p.m., dawna niem. nazwa Kempfen Berg) – jeden z wyższych szczytów Wzniesień Gubińskich. Leży na wschód od Bronkowa w gminie Bobrowice, powiat Krosno Odrzańskie, województwo lubuskie. W całości porośnięty lasem iglastym. W pobliżu znajdują się pozostałości wieży obserwacyjnej.